# Östtysklands flagga

Östtysklands flagga 1959–1990

Östtysklands flagga 1949–1959

Östtysklands flagga hade de traditionellt tyska färgerna svart, rött och guld.
Mellan 1949 och 1959 hade Östtyskland samma flagga som Västtyskland. Östtysklands statsvapen formgavs 1955 och från den 1 oktober 1959 användes detta på flaggan. Statsvapnet, som består av en hammare (symbol för arbetarna) och en passare (symbol för akademikerna) omgivna av en krans av veteax (symbol för bönderna), är utformat enligt traditionell kommunistisk heraldik – jämför Sovjetunionens statsvapen.
I Västtyskland var den östtyska flaggan med statsvapnet förbjuden fram till 1969, på grund av att det var förbjudet att göra ändringar av den västtyska flaggan och den östtyska tolkades då som en västtysk flagga med ett sålunda olagligt tillagt märke eftersom Västtyskland inte erkände Östtysklands statsrättsliga existens. När detta skedde 1969 blev flaggan en utländsk flagga.

## Flaggvarianter

Handelsflagga 1959–1973
Östtyska postverkets flagga 1955-1973
Den samtyska olympiaflaggan 1960–1968
Folkpolisens flagga 1960-1973
Civilförvarets flagga
Folkarméns flagga
Gränstruppernas flagga
Örlogsflagga
Kustbevakningens flagga
Folkmarinens trängfartyg